# 克里斯蒂安·弗雷德里克·盧特肯
克里斯蒂安·弗雷德里克·盧特肯（丹麥語：Christian Frederik Lütken，丹麥語發音：[ˈkʰʁestjæn ˈfʁeðˀʁek ˈlytkʰən]，1827年10月7日—1901年2月6日）是一名丹麥動物學家和博物學家。
1852年，他辭去了丹麥陸軍中尉的職務，並於次年獲得科學碩士學位。之後，他在哥本哈根大學動物博物館擔任喬珀托斯·史汀史翠普的助手。史汀史翠普於1885年退休後，他成為動物學教授和動物博物館館長。隨著年齡的增長，他身體日漸衰弱，在生命的最後一年，他患上了癱瘓。1899年，赫克托·弗雷德里克·埃斯特魯普·容格森被選為盧特肯在哥本哈根的繼任者。
盧特肯專攻海洋動物學，對棘皮動物的研究備受推崇。他描述了許多海洋生物，並有許多物種以他的名字命名。
他與約翰內斯·西奧多·萊因哈特共同出版了一本關於巴西兩棲動物和爬行動物的書，書名為《對巴西兩棲類和爬行動物知識的貢獻》（Bidrag til Kundskab om Brasiliens Padder og Krybdyr）。他與萊因哈特一起描述了多個爬行動物物種。

## 外部連結
- 互联网档案馆中克里斯蒂安·弗雷德里克·盧特肯的作品或与之相关的作品